# Cut the Rope
Cut the Rope (lett. "Taglia la corda") è un videogioco rompicapo basato sulle leggi fisiche per sistema operativo iOS, Android, Symbian, Windows 8, Nintendo DSi e Nintendo 3DS. È stato sviluppato nel 2010 dallo sviluppatore russo ZeptoLab e pubblicato da Chillingo. Il gioco utilizza il servizio di social network Crystal. Nel 2011, è stato distribuito il seguito, Cut the Rope: Experiments, sviluppato solamente da ZeptoLab. E nel 2013 è stato messo in commercio un altro seguito: Cut the Rope: Time Travel.
L'obiettivo di ciascun livello del gioco (cioè l'interno di una scatola) consiste nel dirigere un bonbon rosso nella bocca di un mostriciattolo verde chiamato Om Nom, cercando contemporaneamente di raccogliere fino a tre stelle, ottenendo così un numero maggiore di punti. La caramella è appesa su una o più corde, che il giocatore può tagliare con il tocco del dito a seconda della direzione in cui vuol farla cadere. La caramella può essere inoltre manipolata con altri oggetti, come bolle di sapone, piattaforme rimbalzanti, dischi ecc. Il giocatore perde se la caramella "esce" dai confini della scatola, se si rompe colpendo degli aculei o se viene rubata dai ragnetti. Il gioco non richiede solo ragionamento, ma anche destrezza e velocità: può capitare, ad esempio, che le stelle richiedano un tempo limitato per essere raccolte (stelle a tempo).
Il gioco era stato sviluppato inizialmente per Nintendo DSi, ma poi, dato che si prevedeva una bassa vendita, si è deciso di farlo approdare su altre console con iPhone, iPad e Android. Nel 2011 è comunque uscita la versione per Nintendo DSi e Nintendo 3DS disponibile sui corrispondenti store online (DSiWare & Nintendo eShop).
Nel giorno della distribuzione il gioco è stato reso disponibile per iPhone, iPod touch e una versione HD per iPad, richiedendo il firmware 3.0 o superiore. Inoltre, era disponibile anche una versione di prova per ciascun dispositivo. Nove giorni dopo la pubblicazione il gioco fu scaricato un milione di volte, salendo così al vertice delle classifiche di App Store. Secondo Chillingo, è un gioco per iOS che ha stabilito il record nel vendere un numero così alto nel così poco tempo.

## Versioni

### Cut the Rope
In Cut the Rope i livelli sono raggruppati in "scatole" da 25 livelli ognuna. Attualmente ci sono,
Nella stagione 1:
1. Cartone (Cardboard Box), inclusa nella versione originale del gioco, Ottobre 2010
2. Tessuto (Fabric Box), inclusa nella versione originale del gioco, Ottobre 2010
3. Alluminio (Foil Box), inclusa nella versione originale del gioco, Ottobre 2010
4. Magica (Magic Box), aggiunta nell'Aprile 2011
5. San Valentino (Valentines Box), aggiunta nel Febbraio 2011

Nella stagione 2:
1. Giochi (Toy Box), aggiunta nel Luglio 2011
2. Regalo (Gift Box), inclusa nella versione originale del gioco, Ottobre 2010
3. Cosmica (Cosmic Box), aggiunta nel Dicembre 2010
4. Attrezzi (Tool Box), aggiunta nell'Ottobre 2011
5. Alveare (Buzz Box), aggiunta nel Dicembre 2011

Nella stagione 3:
1. DJ (DJ Box), aggiunta nell'Aprile 2012
2. Spettrale (Spooky Box), aggiunta in Agosto 2012
3. Vapore (Steam Box), aggiunta nel Gennaio 2013
4. Lanterna (Lantern Box), aggiunta nel Febbraio 2013
5. Scatola Di Formaggio (Cheese Box), aggiunta nel Luglio 2013
6. Scatola cuscini (Pillow Box), aggiunta nel Giugno 2014
7. Meccanica (Mechanical Box), aggiunta a marzo 2015

### Cut the Rope: Holiday Gift
1. Regalo di Natale (Holiday Gift), distribuita ogni anno solo nel periodo natalizio dal 2010.

### Cut the Rope: Experiments
Il sequel Cut the Rope: Experiments (Esperimenti), allo stesso modo, raggruppa i livelli in "esperimenti" da 25 livelli ognuno. Attualmente ci sono,
nello sblocco con stelle:
1. Primi passi (Getting Started), incluso nella versione originale del gioco, Agosto 2011
2. Tiro di Bonbon (Shooting the Candy), incluso nella versione originale del gioco, Agosto 2011
3. Orme vischiose (Sticky Steps), incluso nella versione originale del gioco, Agosto 2011
4. Missilistica (Rocket Science), aggiunto nel Novembre 2011
5. Il bagno (Bath Time), aggiunto nel Gennaio 2012
6. Presa robotica (Handy Candy), aggiunto nel Maggio 2012
7. La collina delle formiche (Ant Hill), aggiunto nel Marzo 2013

nello sblocco con bonbon:
1. Scivoli di bambù ( Bamboo Chutes), aggiunto nel dicembre 2013

### Cut the Rope: Time Travel
Cut the Rope: Time Travel (Viaggio nel tempo) ha invece 15 livelli per ogni viaggio dell'epoche storiche, le quali sono:
1. Medioevo (The Middle Ages), incluso nella versione originale del gioco, Aprile 2013
2. Rinascimento (The Renaissance), incluso nella versione originale del gioco, Aprile 2013
3. Nave dei pirati (Pirate Ship), incluso nella versione originale del gioco, Aprile 2013
4. Antico Egitto (Ancient Egypt), incluso nella versione originale del gioco, Aprile 2013
5. Grecia classica (Ancient Greece), incluso nella versione originale del gioco, Aprile 2013
6. Età della pietra (The Stone Age), incluso nella versione originale del gioco, Aprile 2013
7. Era della discoteca (Disco Era), aggiunto a agosto 2013
8. Selvaggio west (Wild West), aggiunto a gennaio 2014
9. Dinastia asiatica (Asian Dynasty), aggiunto il 3 aprile 2014
10. Età industriale (Industrial Age), aggiunto a ottobre 2014
11. Il Futuro (The Future), aggiunto a gennaio 2014

### Cut the Rope 2
Cut the Rope 2 è stato distribuito il 19 dicembre 2013 per i dispositivi iOS e il 28 marzo 2014 per Android. Rispetto agli episodi precedenti è presente una storia più sviluppata, vengono inoltre introdotti i Nommies, ovvero altri "mostriciattoli" con abilità particolari che permettono di portare a termine i vari livelli di gioco:
1. Foresta (Forest)
2. Diga sabbiosa (Sandy Dam)
3. Discarica (Junkyard)
4. Parco cittadino (City Park)
5. Sotterraneo (Underground)
6. Mercato della frutta (Fruit Market)
7. Panetteria (Bakery)

### Cut the Rope: Magic
Cut the Rope: Magic (Magia) è stato distribuito per iOS e Android il 17 dicembre 2015.

## Piattaforme supportate
Il gioco, sviluppato inizialmente per Nintendo DSi, è stato pubblicato poi nel 2009 per piattaforme Apple, e dopo aver un enorme successo è approdato anche sull'XperiaPlay alla fine del 2010, in esclusiva per gli Stati Uniti e la Russia. Nel 2011 il gioco (come annunciato nel 2010) viene adattato alle due console Nintendo più vendute: Nintendo DSi e Nintendo 3DS, ma non approda su Wii, come si credeva. Inoltre, sempre nel 2011 esce il seguito di Cut the Rope, cioè Cut the Rope: Experiments, che approda su iPad, iPod ed Android, abbandonando le due console Nintendo. Nel marzo del 2014 è uscita una versione per Nintendo 3DS intitolata Cut the Rope: La Trilogia che include i livelli dei primi tre i capitoli del gioco.

### Cut the Rope
1. iOS (2009)
2. Android (2010)
3. Nintendo DSi (2011)
4. Nintendo 3DS (2011)
5. Windows Phone 7 (2012)
6. Windows 8 (2012)
7. HTML5/Web Archiviato il 31 luglio 2015 in Internet Archive. (2015)

### Cut the Rope: Experiments
1. iOS (2011)
2. Android (2011)
3. Nintendo 3DS (2014)

### Cut the Rope: Time Travel
1. iOS (2013)
2. Android (2013)
3. Nintendo 3DS (2014)
4. HTML5/Web (2015)

## Gioco da tavolo
Cut the rope è disponibile anche in versione gioco da tavolo, dove bisogna lanciare la caramella a Om Nom evitando gli ostacoli. Stranamente in questa versione del gioco non vi sono corde di nessun tipo da tagliare.

## Gioco in versione HTML5
Cut The Rope Original e Cut The Rope Time Travel sono disponibili anche in versione HTML5, fruibili quindi nel browser di PC e smartphone, grazie ad una partnership tra GamePix (distributore di giochi HTML5) e Zeptolab.